# Saint-François-du-Lac
Saint-François-du-Lac es un municipio canadiense situado en la provincia de Quebec.

## Superficie
Saint-François-du-Lac tiene una superficie de 63,8 km².

## Demografía
En 2021, tenía 1898 habitantes, una densidad poblacional de 29,7 hab./km², y 1065 viviendas.